# Salaria economidisi
Salaria economidisi es una especie de pez de la familia Blenniidae en el orden de los Perciformes.

## Distribución geográfica
Es endémico de Grecia y se encuentra en lagos de agua dulce. Se encuentra en peligro debido a la pérdida de hábitat